# Concepcion Picciotto

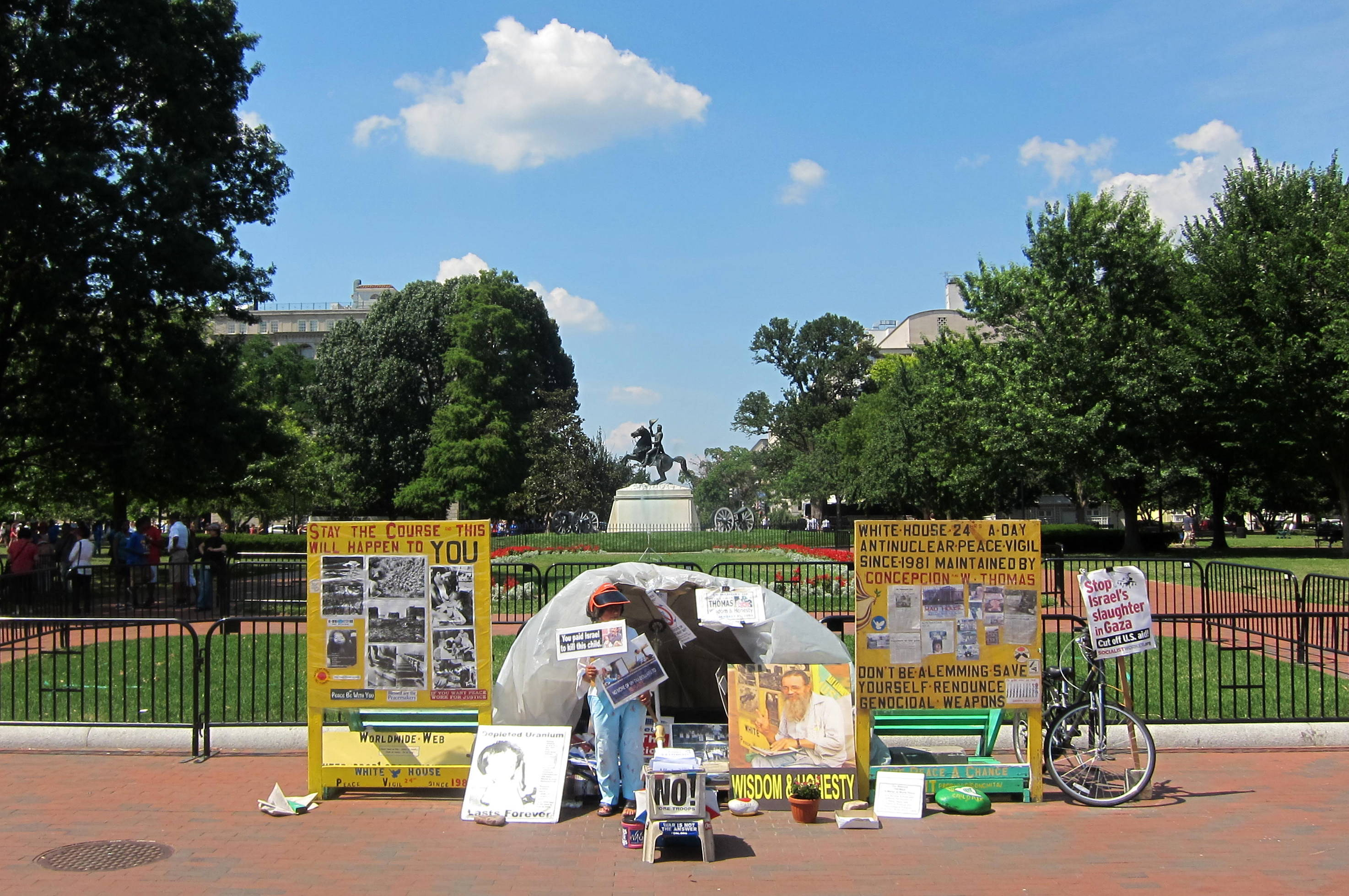
Concepción Picciotto (Juni 2010)

Concepción Picciotto, auch Conchita oder Connie, (* ca. 1935 in Vigo, Spanien als Concepción Martín; † 25. Januar 2016) lebte seit dem 1. August 1981, aus Protest gegen Atomwaffen, gegenüber dem Weißen Haus im Lafayette Park an der Pennsylvania Avenue in Washington, D.C.
Im Alter von 18 Jahren wanderte sie in die Vereinigten Staaten aus, wo sie im spanischen Konsulat in New York City arbeitete. Sie verliebte sich in einen italienischen Geschäftsmann und heiratete ihn. Eine schmerzhafte Scheidung und ein Sorgerechtskrieg kosteten sie ihre Wohnung, ihre Tochter und ihren Beruf.
Picciotto hatte 2004 einen Auftritt in dem von Michael Moore gedrehten Film Fahrenheit 9/11.
Am 25. Januar 2016 starb Picciotto in einem Obdachlosenheim.